# Route nationale 210
Die N210 war eine französische Nationalstraße, die 1896 zwischen der N207 im Tal der Var westlich von Entrevaux und der N208 nördlich von Uvernet-Fours festgelegt wurde. Ihre Länge betrug 80,5 Kilometer. Sie verlief durch die Gorges de Daluis. 1920 wurde sie Teil der N202, die fortan die „Route des Alpes“ bildete. Ab 1933 wurde die Nummer erneut verwendet für eine Verbindung zwischen der N202 bei Colomars und Châteauneuf-Grasse. Dabei übernahm sie die N209A, sowie die D16 (1813 festgelegt; damals noch Département Var) komplett. Die Länge dieser Straße betrug 34,5 Kilometer. 1973 wurde sie abgestuft. Ab 1978 kam die Nummer für den Boulevardring von Bordeaux zur Anwendung, einer Verbindung zwischen der A10/N10 und N113. In dieser Funktion war sie nur noch ein Seitenast der N10. Es kam dann in den 80er-Jahren zur doppelten Vergabe der Nummer, indem diese für die Rocade de Troyes verwendet wurde. Seit 2006 sind beide abgestuft – in Bordeaux zur Kommunalstraße und in Troyes zur Départementstraße.